# 1470 en arts plastiques
| Années des arts plastiques : 1467 - 1468 - 1469 - 1470 - 1471 - 1472 - 1473    |
| Décennies des arts plastiques : 1440 - 1450 - 1460 - 1470 - 1480 - 1490 - 1500 |

Cette page concerne l'année 1470 en arts plastiques.

## Œuvres

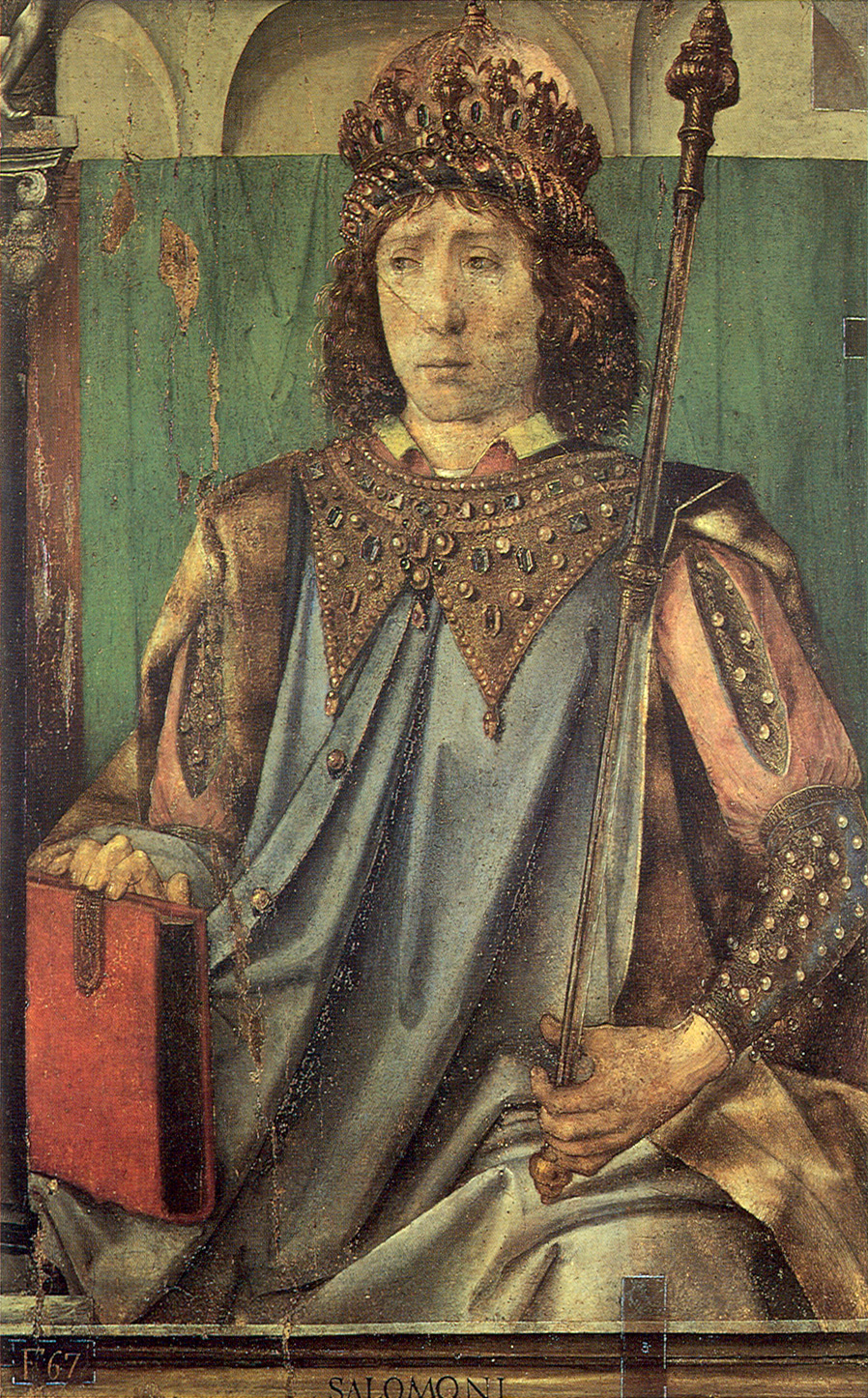
Portrait du roi Salomon.

- Portrait du roi Salomon (vers 1470), Joos van Wassenhove (ou Juste de Gand), Galleria Nazionale delle Marche Urbino (Italie)

## Naissances
- 6 avril : Tang Yin, peintre et dessinateur chinois († 7 janvier 1524),
- 28 novembre : Wen Zhengming, calligraphe et poète chinois de la dynastie Ming († 28 mars 1559),
- ? :
  - Marco Meloni,  peintre italien († 1537),
  - Michele da Verona, peintre italien de l'école véronaise († vers 1540),
- Vers 1470 :
  - Pietro Paolo Agabito, peintre et sculpteur sur bois italien († vers 1540),
  - Giovanni Agostino da Lodi, peintre italien († vers 1519),
  - Girolamo Alibrandi, peintre italien sicilien († 1524),
  - Francesco Bissolo, peintre italien († 20 juillet 1554),
  - Juan de Borgoña, peintre né en Bourgogne († vers 1535),
  - Vincenzo Civerchio, peintre et sculpteur sur bois italien († vers 1544),
  - Rinaldo Jacovetti, sculpteur et peintre italien († 29 novembre 1528),
  - Guillaume de Marcillat, peintre vitrailliste français († 30 juillet 1529),
  - Tiberio d'Assisi, peintre italien († 1524).